# Ponte Vittorio Emanuele I
Il Ponte Vittorio Emanuele I è un ponte che attraversa il fiume Po, all'altezza della zona orientale del centro di Torino.
Si tratta, di fatto, del principale ponte cittadino, poiché unisce un'importante parte del centro storico (Piazza Vittorio Veneto) con piazzetta Gran Madre di Dio, sulla riva destra del Po (quartiere Borgo Po).
Viene spesso chiamato dai torinesi semplicemente come ponte della Gran Madre, ponte di Piazza Vittorio o ponte dei Murazzi.

## Storia e descrizione

Illuminazione del ponte realizzata negli anni '60 da Guido Chiarelli.

Durante l'occupazione francese di Torino di inizio XIX secolo, su diretto ordine di Napoleone fu deciso di edificare un solido e massiccio ponte, in sostituzione del precedente ponte di pietra, ormai instabile. Il ponte precedente infatti, risaliva al 1404, progettato in pietra da Antonio Becchio da Villanova, a 12 pilastri, largo circa 10 metri, e commissionato da papa Martino V. La struttura subì vari danneggiamenti nel tempo, uno per tutti una significativa esondazione del fiume Po il 3 novembre 1706, che ne distrusse alcuni archi, sostituiti poi da precarie strutture in legno.. 
Ancor prima, ovvero in epoca romana e poi nel Medioevo, esistevano varie versioni di ponti provvisori, di accesso al castrum romano di Augusta Taurinorum verso la Porta Fibellona (Piazza Castello)/Via Po - e chiamata la Porta di Po - costruiti interamente in legno, di cui una prima documentazione certa si ha di un passaggio levatoio commissionato dal vescovo Landolfo nel 1037. Per il massiccio passaggio di merci tuttavia, si preferì spesso la tradizionale traghettazione a pedaggio del fiume.
La costruzione dell'attuale ponte napoleonico comportò l'abbattimento di un fabbricato adibito a magazzino e della chiesa dei Santi Marco e Leonardo, situata nell'attuale punto tra Piazza Vittorio Veneto angolo Via Bonafus. Quest'ultima, fu eretta dai Barrachi nel 1333, quindi già abbattuta nel 1351 poiché obiettivo militare troppo sensibile a ridosso del ponte; fu quindi rifatta dal Vittone nel 1740, e ancora nuovamente abbattuta nel 1811 per dar spazio all'accesso del nuovo ponte.
La posa della prima pietra del ponte avvenne nel novembre 1810, alla presenza del principe Camillo Borghese, marito di Paolina Bonaparte e allora Governatore napoleonico in Piemonte: murate nel pilastro centrale del ponte furono riposte 88 fra monete e medaglie commemorative delle campagne napoleoniche, nonché un metro in argento. I lavori furono eseguiti dall'ingegnere francese Charles Mallet e il piemontese Pellegrini, su progetto di Claude La Ramée Pertinchamp, a cinque arcate, lungo 150 metri e largo 12,9 metri, quindi terminato nel 1813. Un anno dopo, con la fine dell'occupazione francese e con il ritorno dei Savoia in città, fu proposto di abbatterlo, percepito da molti come il simbolo della passata occupazione, ma il re Vittorio Emanuele I si oppose all'idea e, sia il ponte che la grande Piazza Vittorio (già Piazza d'Armi), gli furono entrambi titolati. Nello stesso anno del suo ritorno (1814), fu decisa anche la costruzione della piazzetta e della chiesa della Gran Madre di Dio, dal lato opposto al ponte, in quartiere Borgo Po, edificio, quest'ultimo, realizzato però soltanto nel 1831.

Il ponte non subì praticamente modifiche dalla sua apertura, resistendo egregiamente alle varie esondazioni. Furono soltanto eseguiti dei lavori nel 1876, per consentire il passaggio del tram, che comportarono anche la sostituzione dei vecchi parapetti in pietra con quelli attuali in ghisa.